# Rumänien i olympiska sommarspelen 1900
Rumänien deltog med en deltagare vid de olympiska sommarspelen 1900 i Paris. Deras deltagare var skytten Gheorghe Plagino som inte vann någon medalj.